# Todd Domboski
Todd K. Domboski (Ashland, 9 marzo 1968 – Altoona, 4 febbraio 2022) è stato un avvocato statunitense.
È diventato famoso perché, il 14 febbraio 1981, giorno di San Valentino, fu quasi ucciso cadendo in una buca nel giardino della sua casa di Centralia, buca apertasi come conseguenza di un grande incendio sotterraneo che da anni arde sotto la città.

## Biografia
Nato ad Ashland, Pennsylvania, figlio di Robert Domboski e di Florence Wolfgang-Kelley, all'età di 9 anni si trasferì a Centralia. Sabato 14 febbraio 1981 divenne conosciuto per la notizia della scoperta dell'incendio che ardeva sotto alla città. Fu salvato da un'intossicazione da monossido di carbonio dal cugino Erik Wolfgang. Nel 1995 si sposò con Kerra Domboski, mentre nel 2002 divenne dipendente di una azienda di High tech e nel 2005 avvocato.

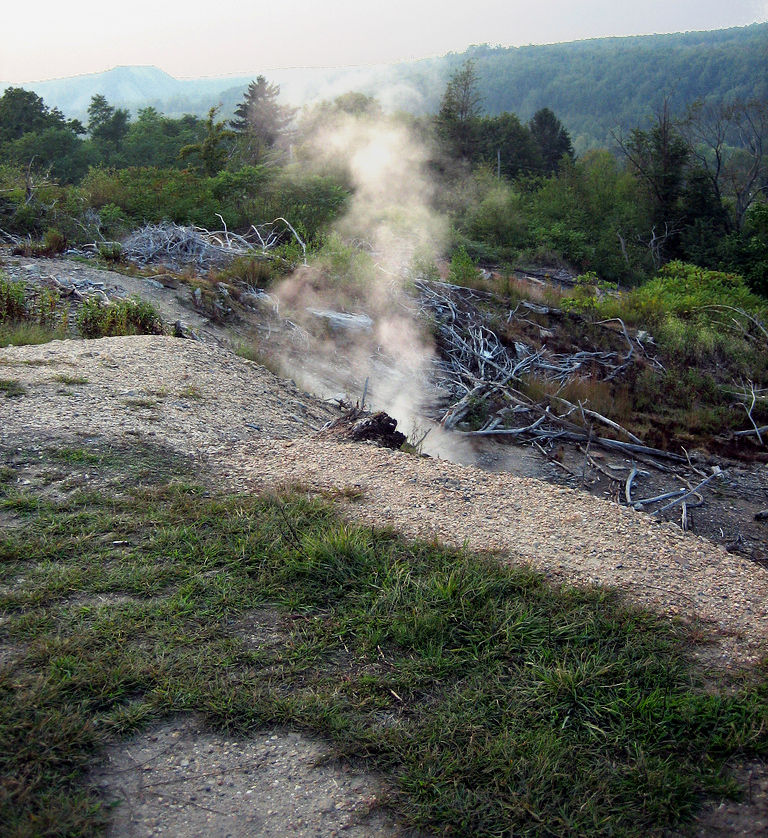
Una delle tante buche di monossido di carbonio a Centralia

Todd Domboski morì il 4 febbraio 2022.Il funerale fu celebrato nel cimitero di Mount Carmel il 19 febbraio, con presenti la famiglia e il sindaco di Centralia, Carl Womer. 11 giorni più tardi venne arrestato Raymond Kraynak, medico familiare della famiglia Domboski.
Dalle analisi del cadavere risultava che Todd fosse morto di overdose da droga, principalmente oppio, somministratagli in segreto dal medico. Nei giorni successivi si seppe che oltre cinque persone sono morte a causa di Kraynakl, e una decina sono gli intossicati. Kraynak è stato condannato a 15 anni di prigione.